# 假主棒螺
假主棒螺是新腹足目厚重螺属的一种。厚重螺属舊屬卷管螺科，今屬假美兰螺科，兩者同屬芋螺總科。

## 分布
本物種見於中国大陆的黃渤海及南海海域，常栖息在潮下带。